# Mathieu Péquériau

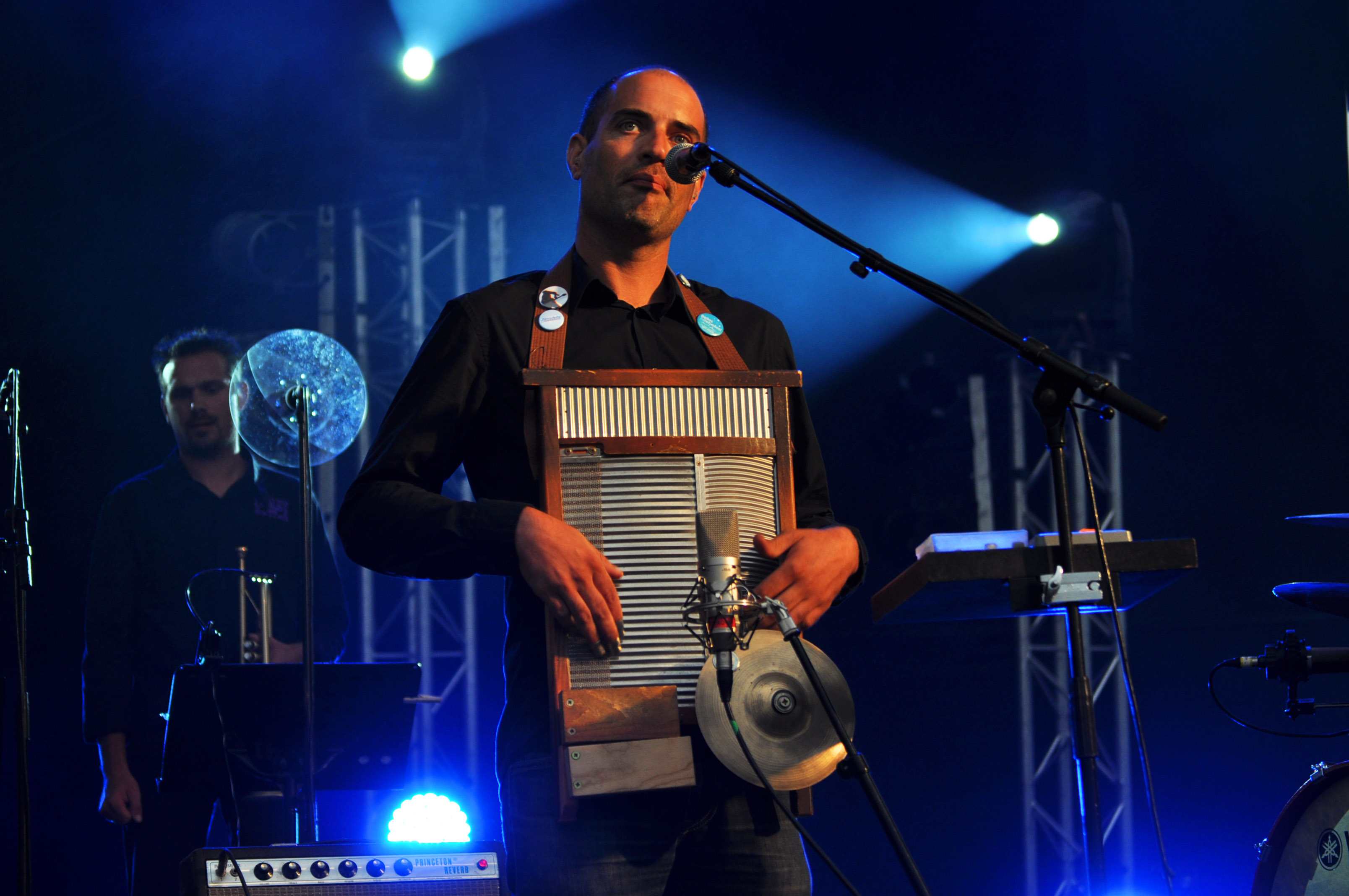
Mathieu Péquériau et Red Cardell à la St Loup de Guingamp en 2011.

Mathieu Péquériau, né le 9 avril 1975 à Poitiers, est un harmoniciste, washboardiste et compositeur français. Membre du groupe Red Cardell de 2011 à 2015, il fait partie du collectif The Celtic Social Club depuis 2013 aux côtés de musiciens de renom de la scène bretonne et écossaise.
Il collabore en parallèle, sur scène et en studio, avec différents groupes et artistes comme Pierre Souchon, Ours, Nicolas Voulzy, Ben Ricour, Christine Authier, Don'tForgetMyBreakfast, Orage Mécanique, L'oranger et les productions du label K Bress.

## Biographie

### 1994 - 2011

#### Premières collaborations
Après son premier groupe, Souricide canadien, en 1994, puis quelques années reggae dans Drop Crystal Sound System , il joue de la batterie dans Boolon, avec qui il sort un 1er album en 2006. Ensuite, il forme un duo à l'harmonica avec l'Oranger (Laurent Girard/ex-Sweet Mama) de Ré à Poitiers et accompagne la chanteuse Christine Authier. Il enregistre un album avec chacun d'eux en 2009.

#### Les amis Souchon
Il est remarqué sur scène en 2009 par Ben Ricour, qui l'invite sur un titre de son futur album, prévu pour 2011, lequel est reporté et finalement annoncé pour 2013. Ce dernier le présente à Ours et Pierre Souchon, ce qui lui ouvre la possibilité de partager la scène avec eux de temps à autre.Lors d'un concerts de la tournée Piteur's Friends, en septembre 2011, il est invité par celui-ci et participe auprès des « amis de Pierre » tel que Alain Souchon, Laurent Voulzy, Pétula Clark, Nolwenn Leroy et Matthieu Chedid à un concert sur la scène du Théâtre national de l'Opéra-Comique lors d'un gala au profit de Fondation pour la Recherche sur Alzheimer devant un public qui compte en son sein Alain Delon et Jean-Pierre Marielle.

### 2011 - Présent

#### Entre Nantes et Poitiers
À partir de 2010, se baladant entre Nantes et Poitiers, il participe à plusieurs enregistrements du label nantais K Bress de son cousin Olivier Corre ainsi qu'au Constantin Groove Gang, un groupe défouloir pour musiciens poitevins dans lequel joue aussi Manu Masko qui lui propose un remplacement dans Red Cardell pour quelques dates.
En 2013, il participe au projet UNI.K avec Ours, Lieutenant Nicholson (Nicolas Voulzy), Bibi Tanga, Jacques Daoud, DjeuhDjoah, Aymeric Maini et David Le Deunff. Le Collectif basé à Nantes veut fêter la vitalité retrouvée de Bamako, carrefour des musiques d'Afrique et du Monde, en allant à la rencontre des musiciens maliens. Le projet UNI.K se tient en résidence à Bamako du 6 au 13 décembre 2013. La résidence est l’occasion d’accueillir au sein du collectif des artistes maliens de la nouvelle génération tels que Vieux Farka Touré, Bassekou Kouyaté ou Nampé Sadio. En plus du concert donné à l’Institut français, l’enregistrement d'un album a lieu au studio Bogolan.

#### Red Cardell

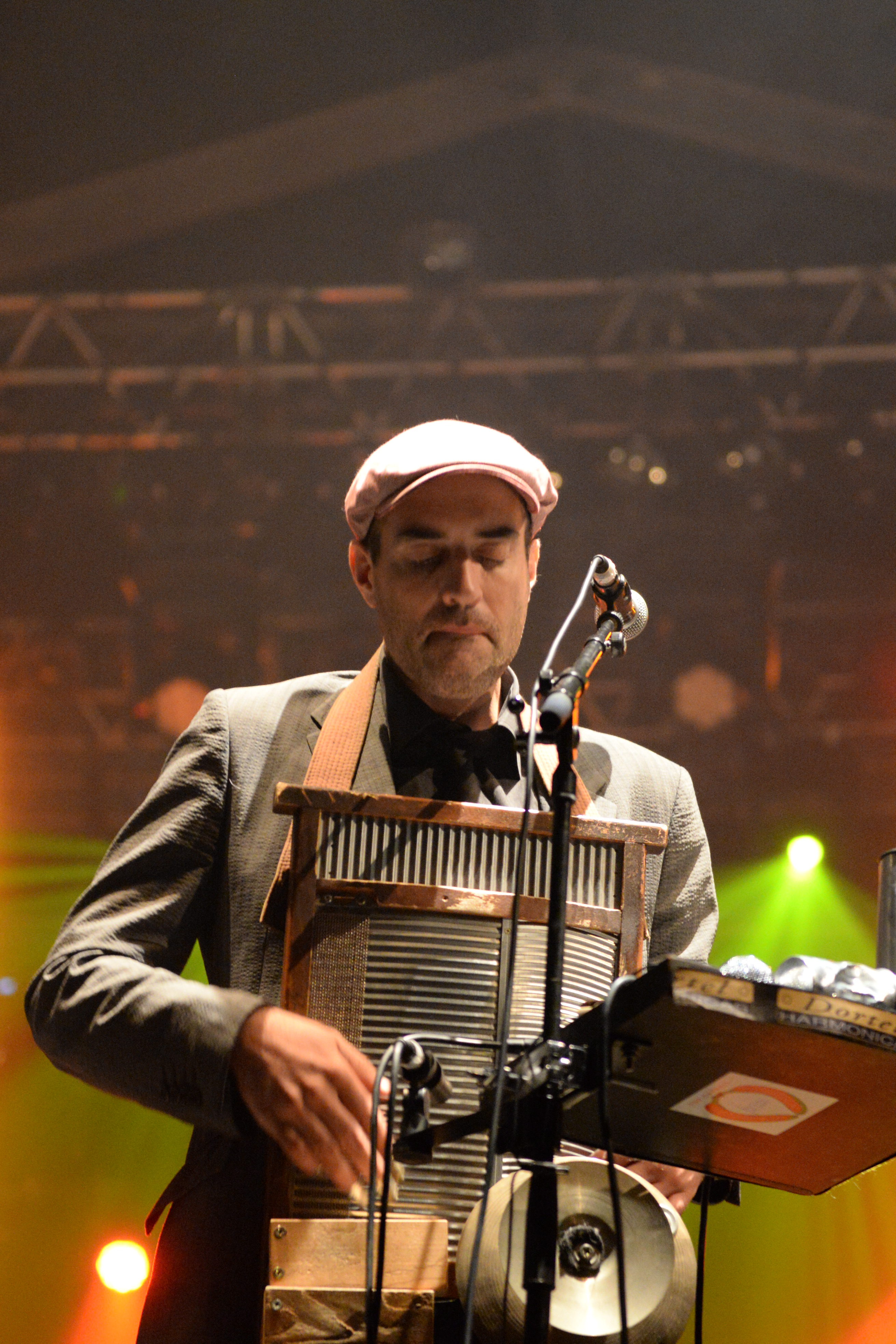
Mathieu Péquériau à la washboard pour le spectacle Fest-Rock à Lorient.

Après quelques concerts début 2011 avec Red Cardell pour suppléer Jean-Michel Moal absent pour quelques dates, il intègre finalement la formation après la proposition de ses trois musiciens et devient ainsi officiellement le nouveau membre au printemps de la même année. Très vite, ils travaillent sur une création avec le Bagad Kemper dénommée Fest-Rock et jouée au Pavillon à Quimper les 17 et 18 décembre, avec 54 musiciens sur scène. Dans la foulée, début 2012, sort l'album Falling in Love, premier album de Red Cardell auquel il participe. Il part en tournée avec la formation en passant par l'Ukraine, la Belgique, la Bretagne, les Francofolies et en fin d'année, Nice, Toulouse, St-Etienne, Belfort et Paris à La Boule Noire ou le groupe enregistre l'album live Running in Paris, annoncé en avril 2013 chez Keltia musique. sur ces concerts il partage la scène avec des artistes renommés qui accompagnes le groupe en tournée, tel que le sonneur Ronan le Bars, Dave Pegg, bassiste de Fairport Convention et Jethro Tull et la section de cuivre de Michel Delage (Marcel Azzola, Marc Fosset). En 2012, un livre, Red Cardell, vingt ans ! retrace l'épopée du trio breton au 14 albums et 2000 concerts.
En 2013, il apparait sur plusieurs titres de l'album Don'tForgetMyBreackfast de son compère Manu Masko, ainsi que dans le spectacle donné au Camji à Niort le 22 mars.
En octobre 2015, après le départ de Manu Masko de Red Cardell et l'annonce par Jean-Pierre Riou du retour de Jean-Michel Moal et de deux nouveaux membres pour un nouveau collectif, il décide de se consacrer principalement au Celtic Social Club.

#### The Celtic Social Club
Le 4 avril 2014, lors d'une conférence de presse au Ceili pub à Quimper, les  Vieilles Charrues dévoilent la création de l'année du festival et la présence de The Celtic Social Club le 18 juillet sur la « scène Kerouac » après la prestation de Tinariwen et avant celle d'Elton John. Keltia musique annonce de son côté la sortie d'un album un mois plus tôt, le 18 juin. Caramba spectacles prévoit une tournée en 2015 dont la préparation se fera à La Sirène, la salle de musiques actuelles de La Rochelle. Le groupe initié et dirigé par Manu Masko comprend sept musiciens dont Mathieu Péquériau.

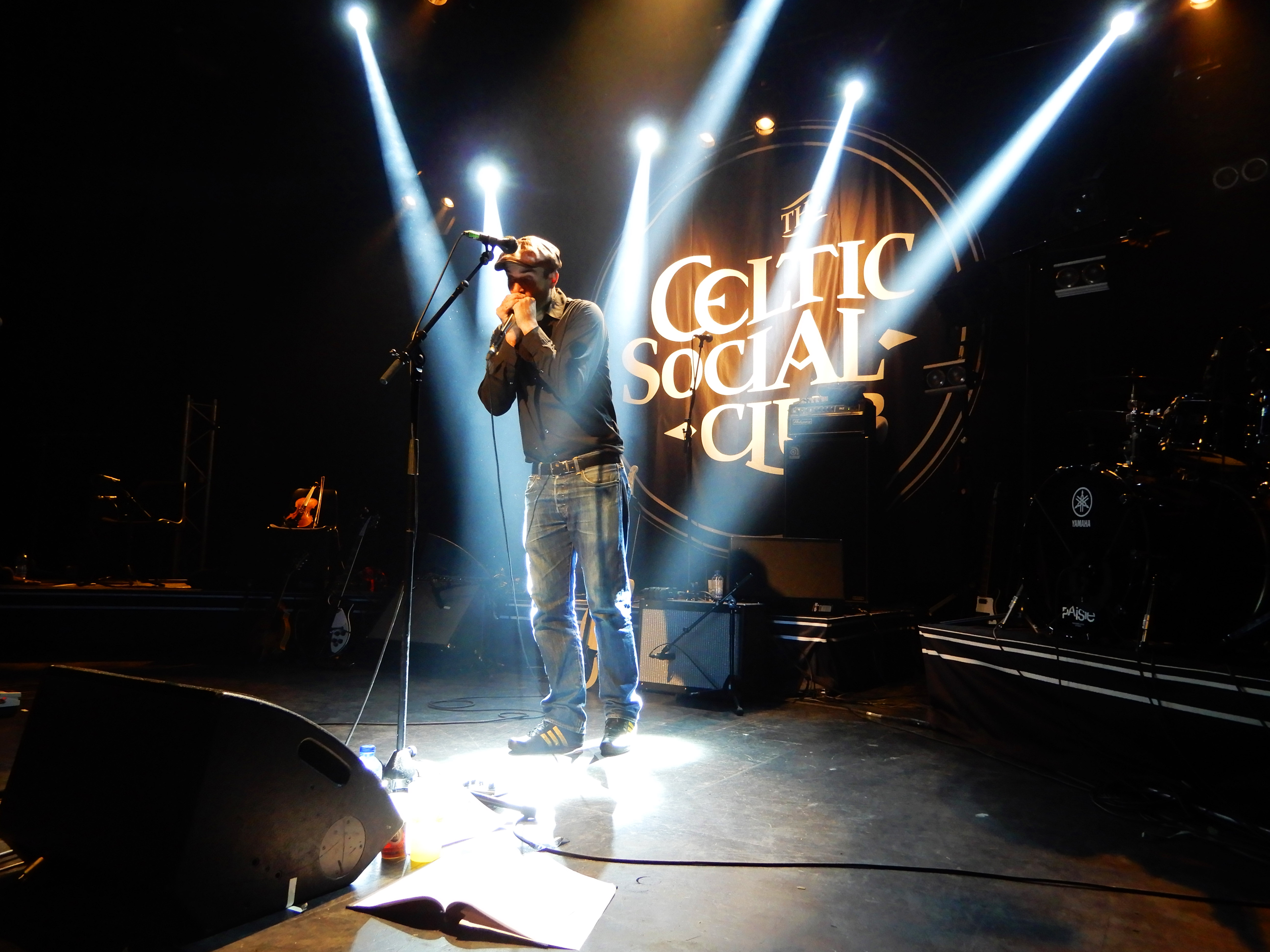
Mathieu Péquériau et The Celtic Social Club, à la Citrouille, St Brieuc, avril 2018.

### Articles Connexes
Red Cardell